# IObit Uninstaller
IObit Uninstaller — це програма видалення, розроблена для Microsoft Windows. Його розробила компанія IObit Inc.

## Особливості
IObit Uninstaller використовується для повного видалення програм і всіх пов’язаних із ними файлів. Це дозволяє користувачам переглядати вміст, який рекомендовано видалити, а потім вибирати елементи, з якими вони бажають продовжити.  